# Vassylivka
Vassilievka
Vassylivka (ukrainien : Василівка) ou Vassilievka (russe : Васильевка) est une ville de l'oblast de Zaporijia, en Ukraine, et le centre administratif du raïon de Vassylivka. Sa population s'élève à 12 771 habitants en 2021.

## Géographie
Vassylivka est située au bord du Dniepr, à la hauteur du réservoir de Kakhovka et à 47 km au sud de Zaporijia et à 482 km au sud-est de Kiev.

## Histoire
Vassylivka est fondée en 1784 sous le nom de Vassilievka.
Elle a le statut de ville depuis 1957.

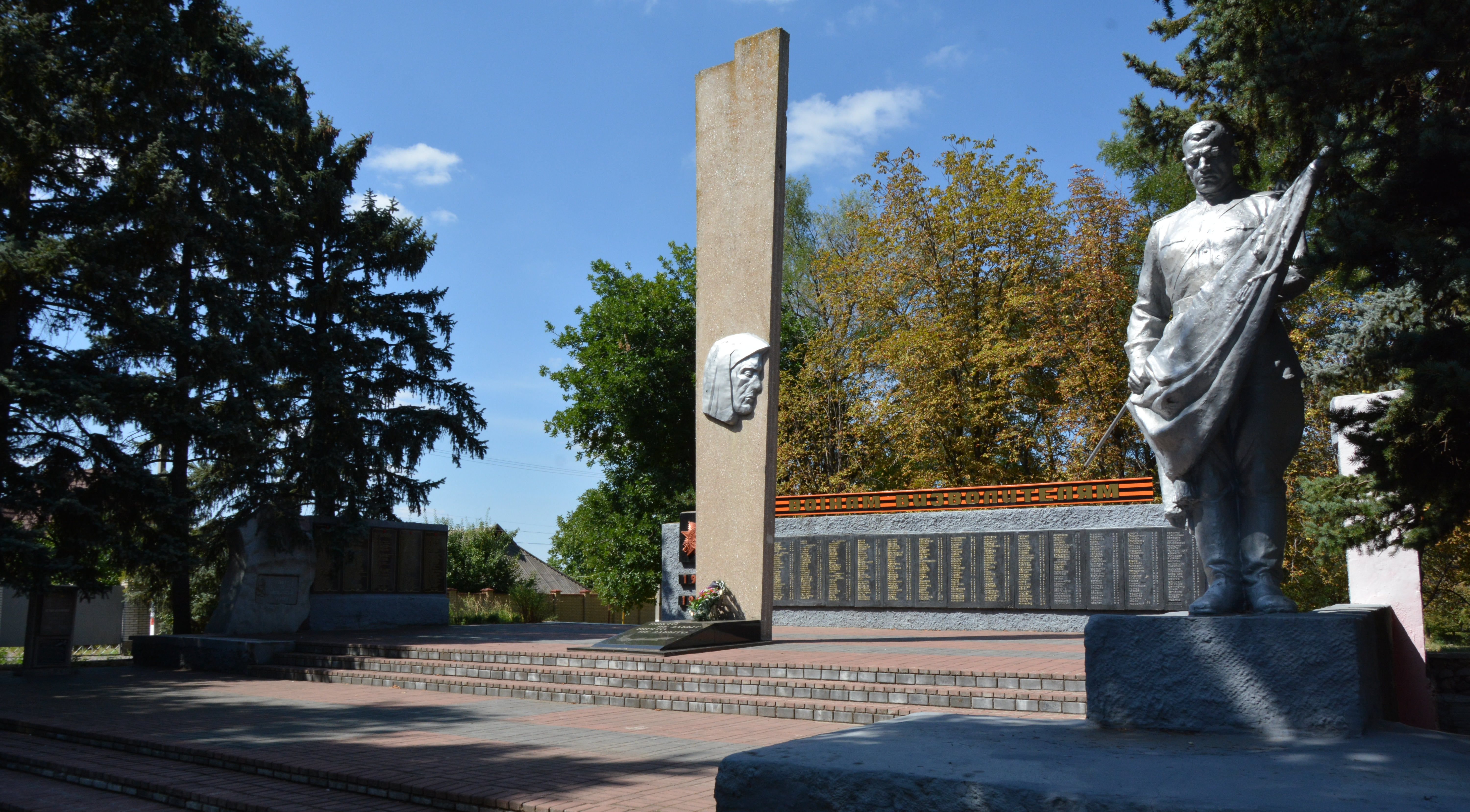
Monument aux morts de la Grande Guerre patriotique classé.

La ville est prise par l'armée russe le 7 mars 2022, lors de l'invasion de l'Ukraine par la Russie.

## Population
Recensements ou estimations de la population :
| 1939  | 1959*  | 1970*  | 1979*  |
| ----- | ------ | ------ | ------ |
| 5 620 | 11 009 | 13 539 | 15 787 |

| 1989*  | 2001*  | 2010   | 2011   |
| ------ | ------ | ------ | ------ |
| 16 325 | 15 592 | 14 210 | 14 134 |

| 2012   | 2013   | 2014   | 2015   |
| ------ | ------ | ------ | ------ |
| 14 059 | 13 996 | 13 875 | 13 777 |

| 2016   | 2017   | 2018   | 2019   |
| ------ | ------ | ------ | ------ |
| 13 683 | 13 543 | 13 381 | 13 166 |

| 2020   | 2021   | - | - |
| ------ | ------ | - | - |
| 12 971 | 12 771 | - | - |

## Transports

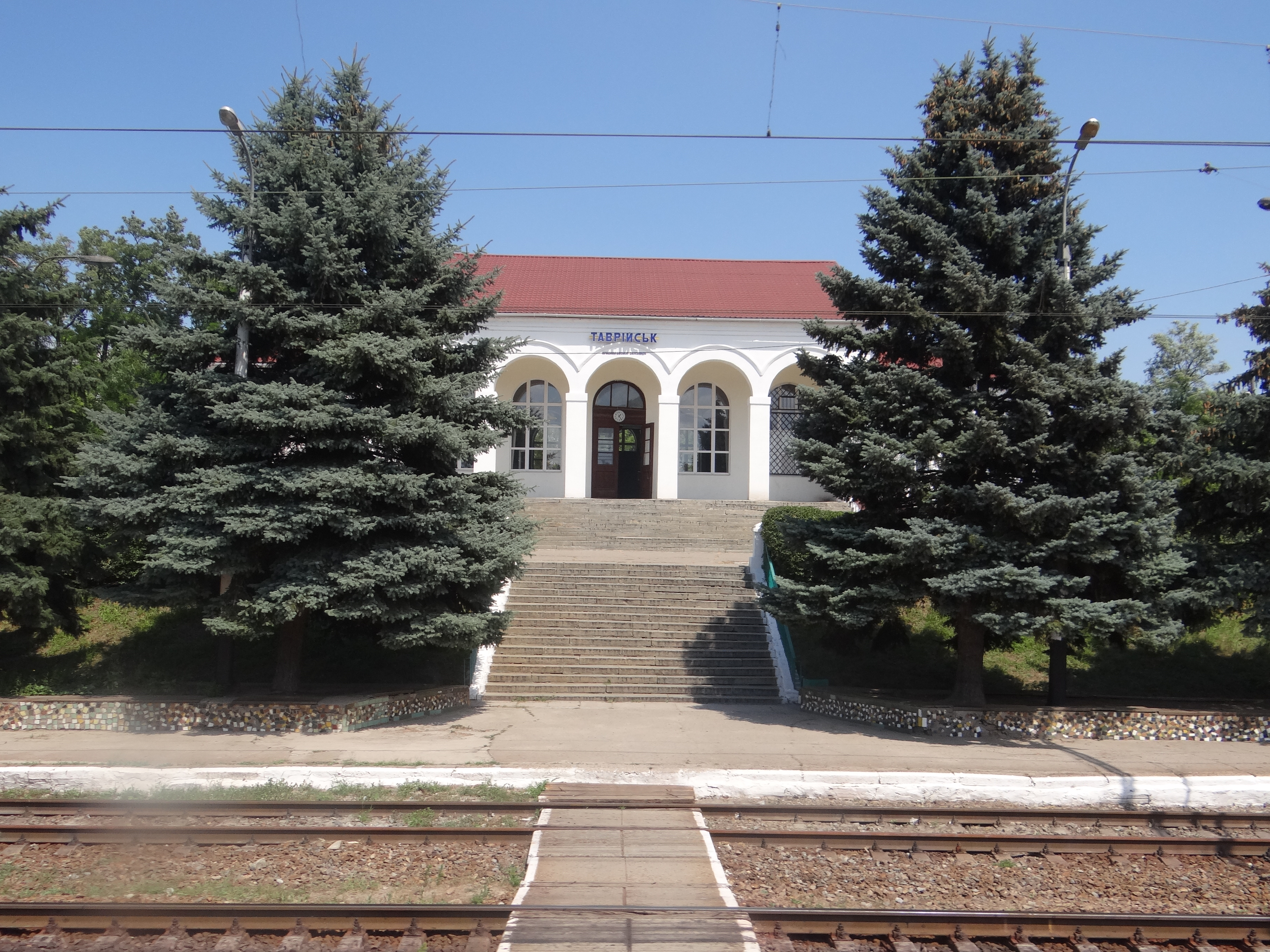
La gare de Tavriysk.

Vassylivka se trouve à 47 km de Zaporijia par le chemin de fer et à 51 km par la route.

## Patrimoine
- Château de Popov de style néogothique, construit en 1864 par l'architecte Nicolas Benois dans le domaine du général Vassili Stepanovitch Popov.
- L'église Saints-Pierre-et-Paul dans l'ancienne école du zemstvo, inscrite au patrimoine protégé.

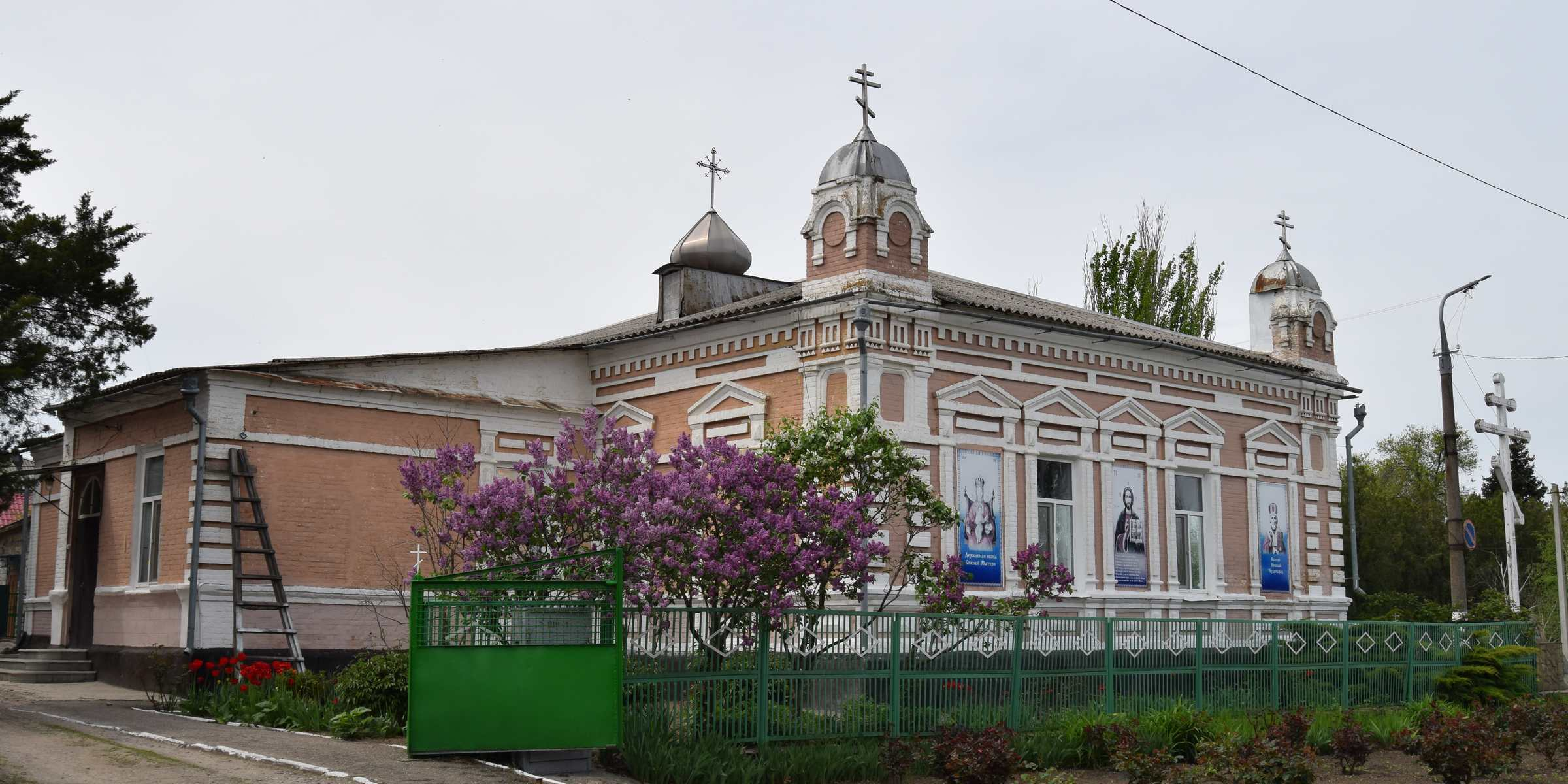
Vue de l'église Saints-Pierre-et-Paul classée[5].
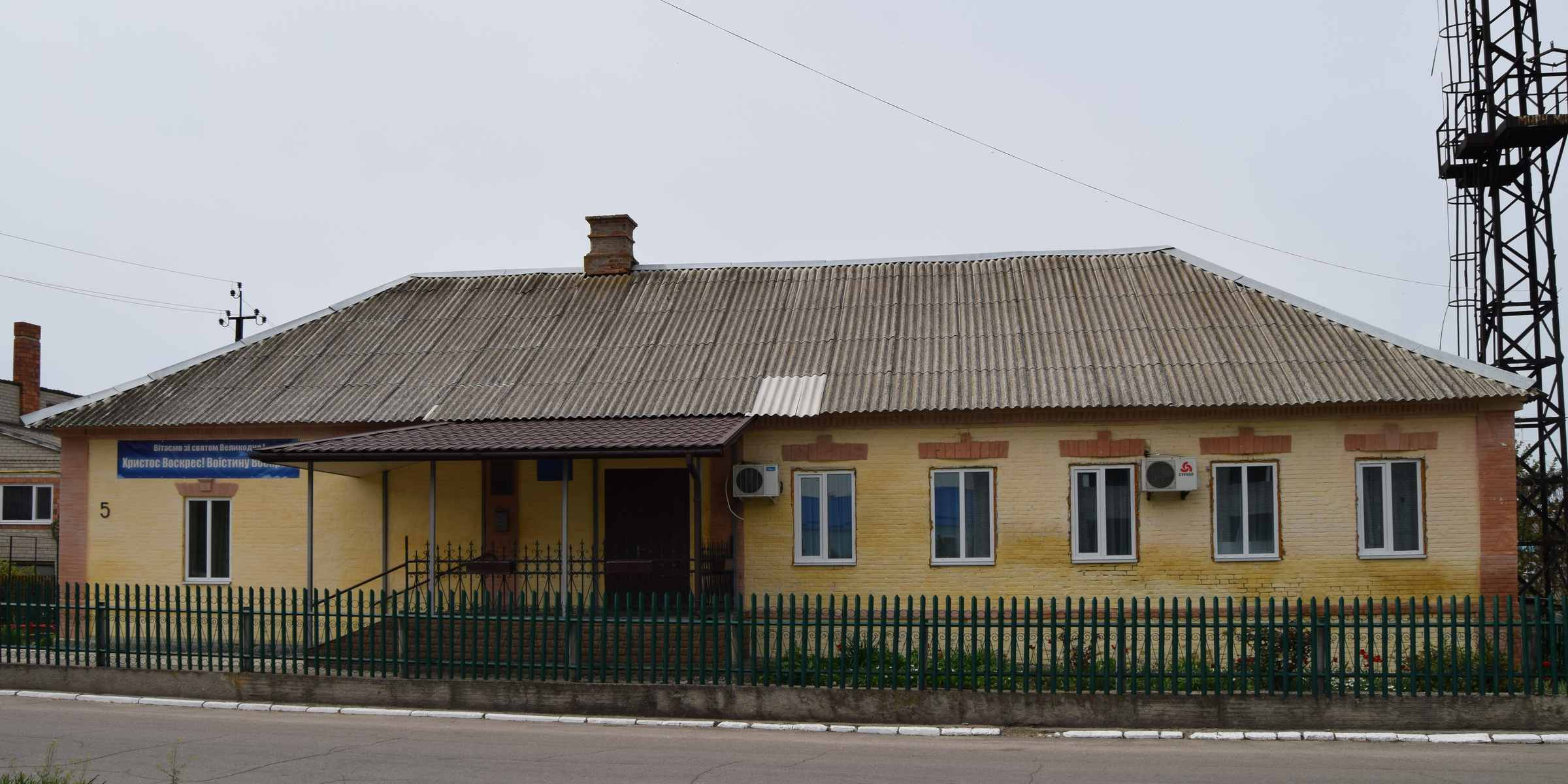
POste de la rue Chevtchenko classé[6].
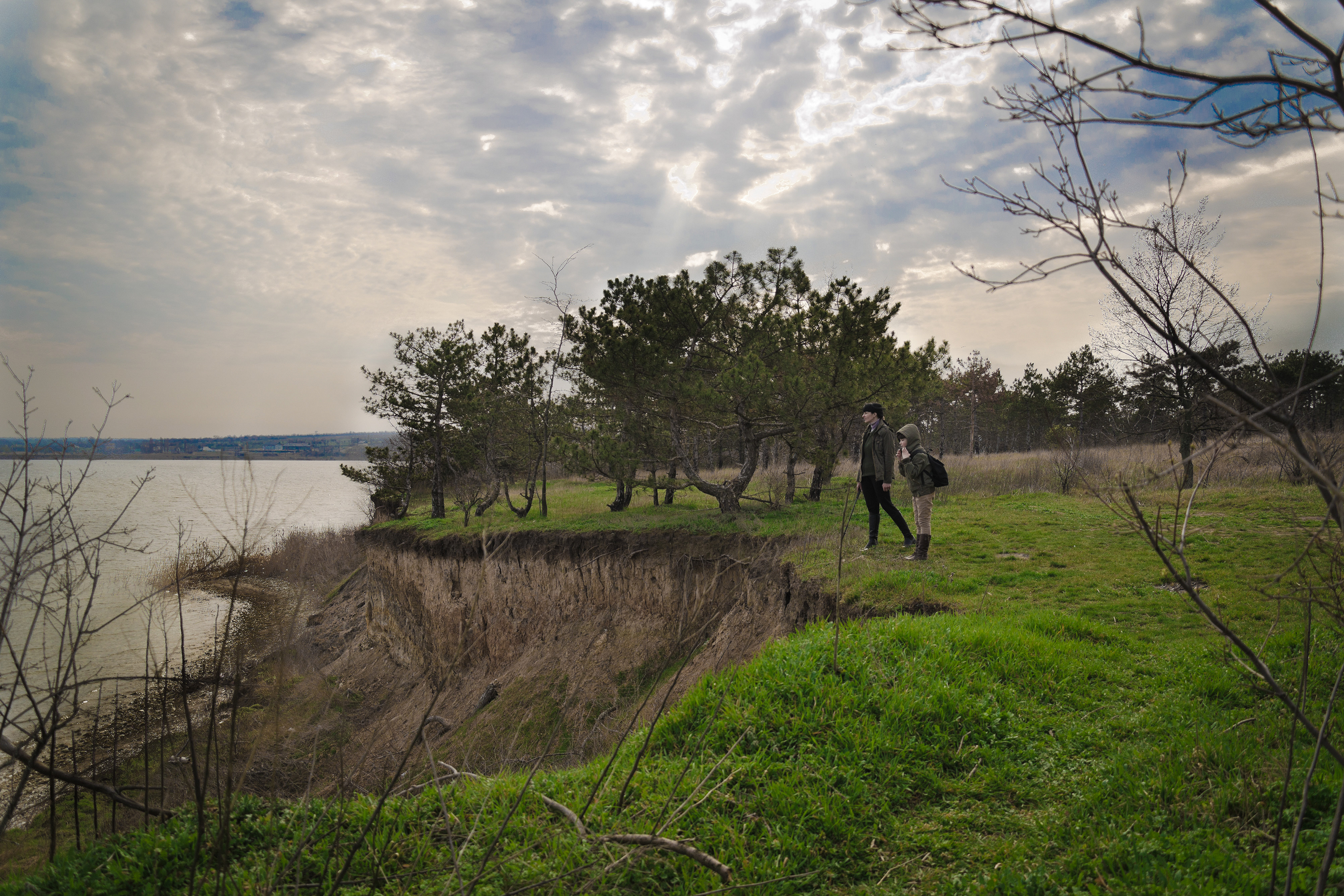
Réserve mont Lysa classée[7].